# 6518 Vernon
6518 Vernon eller 1990 FR är en asteroid i huvudbältet som upptäcktes 23 mars 1990 av den amerikanske astronomen Eleanor F. Helin vid Palomar-observatoriet. Den är uppkallad efter Robert och Esther Vernon, vänner till upptäckaren.
Asteroiden har en diameter på ungefär 13 kilometer.